# Raja cervigoni
Raja cervigoni (лат.) — вид хрящевых рыб семейства ромбовых скатов отряда скатообразных. Обитают в тропических водах центрально-западной части Атлантического океана. Встречаются на глубине до 180 м. Их крупные, уплощённые грудные плавники образуют диск в виде ромба с вытянутым рылом. Максимальная зарегистрированная длина 50 см. Откладывают яйца. Не являются объектом целевого промысла.

## Таксономия
Впервые вид был научно описан в 1964 году. Он назван в честь ихтиолога и морского биолога Фернандо Червигона Маркоса, который предоставил материал для исследования. Голотип представляет собой неполовозрелого самца длиной 35,7 см, пойманного в 16 км к северо-востоку от Карупано, Венесуэла, на глубине 37–55 м.  

## Ареал
Эти демерсальные скаты обитают у берегов Гайаны, Суринама, Тринидада и Тобаго, Венесуэлы и Боливии. Встречаются вдоль континентального шельфа на глубине от 37 до 180 м.

## Описание
Широкие и плоские грудные плавники этих скатов образуют диск в виде ромба с вытянутым рылом и закруглёнными краями. На вентральной стороне диска расположены 5 жаберных щелей, ноздри и рот. На длинном хвосте имеются латеральные складки. Максимальная зарегистрированная длина 50 см. Среди ромбовых скатов обитающих в центрально-западной части Атлантического океана, и имеющих на диске отметины в иде «глазков», Raja cervigoni выделяются следующими характеристиками: слизистые поры на вентральной поверхности диска отсутствуют, имеются орбитальные и затылочные колючки, хвост покрыт 3 рядами шипов, ширина диска составляет около 73,2 % общей длины и 1,4 раза превышает собственную длину. Максимальный угол перед брызгальцами составляет 102 °. Передний край диска почти прямой, рыло заострённое. Хвост довольно тонкий.  

## Биология
Подобно прочим ромбовым эти скаты откладывают яйца, заключённые в жёсткую роговую капсулу с выступами на концах. Эмбрионы питаются исключительно желтком. 

## Взаимодействие с человеком
Эти скаты не являются объектом целевого промысла. Могут попадаться в качестве прилова при донном тралении. Учитывая наличие в ареале довольно интенсивного тралового промысла, Международным союзом охраны природы охранного статуса присвоил виду охранный статус «Близкий к уязвимому положению».